# どさんこWEEKEND
『どさんこWEEKEND』（どさんこウィーケン）は、2023年4月8日より札幌テレビ放送で放送されている北海道ローカルの情報番組。

## 概要
「どさんこワイド」の姉妹番組として、グルメや旅行、注目商品やサービス、映画・イベントなど、旬の生活情報や週末に役立つ情報を紹介する。
基本的に録画放送だが、イベント中継をメインとする場合等に一部または全編を生放送とする場合もある。

## 放送時間
- 毎週土曜日 11:55 - 13:00[1]（2023年4月8日 - 2025年3月29日）
- 毎週土曜日 9:25 - 10:25（2025年4月5日 - ）

## 出演者

### MC
- アンヌ遙香（フリーアナウンサー、2025年4月5日[3]- ）
- 明石英一郎（フリーアナウンサー、2025年4月5日[3]- ）
- STV男性アナウンサー（週替わり）

### 特集リポーター
- 上杉周大[3]（タレント・歌手、2025年4月5日 - [4]）

### リポーター
- 草野あずみ
- 駒澤清華
- アルマン芽衣

## 過去の出演者

### MC
- 佐々木美波（STVアナウンサー、2023年4月8日 - 2025年3月29日[1]）
- 羽柴なつみ（2023年4月8日 - 2025年3月29日[5]）

### リポーター
- 鈴木まりや[1] - 2023年12月までMC、2024年はリポーターとして出演していた。

## 主な企画
- 特集（旧「HOTウィーケン!」）
  - 上杉が北海道民の知的好奇心をくすぐるような情報を紹介する特集コーナー。

### 過去
- まりみなの #チルタイム
  - MCの佐々木美波と鈴木まりやが北海道にまつわる週替りのテーマで緩くトークする。
- どエンタ
  - 最新の芸能情報を紹介する。
- 北海道観光大使への道
  - 北海道が好きすぎて札幌へ移住した鈴木まりやが北海道の観光大使を目指し北海道愛を深めるべく北海道各地を巡る。
- コレクルカモ
  - 気になる新商品をスタジオ内で紹介する。
- レバンガWEEKEND
  - 「ジョシスタ」「真夜中のイイね♡」から引き継ぐ形で、鈴木まりやがレバンガ北海道を応援するべくレバンガの最新情報を紹介する。
- お悩み解決うえすぎ相談室
  - 視聴者の悩みを上杉周大が解決する。